# Buddenbrooks (1959)
Buddenbrooks ist ein zweiteiliger deutscher Spielfilm aus dem Jahr 1959. Er weicht an mehreren Stellen stark von der gleichnamigen Romanvorlage von Thomas Mann ab.
So beginnt er gleich bei Tonys Verlobung mit Grünlich und lässt die Generation von Johann Buddenbrook senior ganz aus. Statt seines Schwiegervaters Kröger, der nicht vorkommt, stirbt Jean Buddenbrook nach der Aufregung um die Revolution im März 1848. Tony hat im Film keine Tochter Erika. Hanno stirbt noch vor seinem Vater Thomas, der wiederum bereits bei seiner Vereidigung zum Senator tot zusammenbricht und nicht erst später. Der größte Konkurrent von Thomas Buddenbrook heißt im Film nicht Hagenström, sondern Wagenström. Die Jahreszahlen stimmen mit den im Buch genannten so gut wie nie überein.

## Handlung

### Erster Teil
Die Buddenbrooks sind eine angesehene und wohlhabende Kaufmannsfamilie aus Lübeck. Tochter Antonie (genannt „Tony“) macht sich über ihren biederen Verehrer, den mit der Familie Buddenbrook befreundeten Geschäftsmann Bendix Grünlich, lustig, während Sohn Christian seinen Vater, Konsul Jean Buddenbrook, mit Negativschlagzeilen wegen seiner Verehrung für eine Theaterschauspielerin brüskiert und daher zu einem Auslandsaufenthalt zu Jean Buddenbrooks englischem Geschäftsfreund geschickt wird. Sohn Thomas wiederum pflegt eine heimliche Beziehung zur Blumenverkäuferin Anna.
Als Bendix Antonie einen Heiratsantrag macht, flieht diese verzweifelt in einen Urlaubsaufenthalt bei der befreundeten Familie Schwarzkopf. Dort lernt sie den adretten Morten Schwarzkopf kennen, beide verlieben sich. Doch Grünlich spürt sie auf, Vater Buddenbrook legt Antonie nahe, standesgemäß seinen Freund Grünlich zu heiraten, was sie schließlich widerstrebend tut.
Zu dieser Zeit muss die Familie Buddenbrook mit den Wirren der Revolution von 1848 fertigwerden. Jean wird von dem Steinwurf eines Revolutionärs verletzt und stirbt kurz darauf. Thomas übernimmt das Familienunternehmen und sieht sich gezwungen, sich aus Standesgründen von Anna zu trennen. Er erweitert das Familienunternehmen und nimmt Christian nach dessen Rückkehr aus England in die Firmenleitung auf.
Es kommt schon bald zu ersten Schwierigkeiten: Bruder Christian rechnet private Rechnungen über die Firma ab, Grünlich steht kurz vor dem Bankrott. Thomas verweigert Grünlich seine Hilfe, Bendix’ Hauptgläubiger Kesselmeyer wirft Thomas vor, sein Vater sei mit der Auswahl von Bendix als Schwiegersohn zu unvorsichtig gewesen.
Während Antonies Ehe mit Bendix zerbricht, heiratet Thomas die Kaufmannstochter Gerda Arnoldsen.

### Zweiter Teil
Stolz trägt Thomas Buddenbrook die Geburt des Sohnes Justus Johann Kaspar (genannt „Hanno“) in die Familienchronik ein. Auch Antonie ist glücklich, als sie den gutherzigen Münchner Hopfenhändler Alois Permaneder kennenlernt; beide heiraten. Christian hingegen erfährt von seiner Mutter Ablehnung, als er ihr von seiner Liaison mit der Theaterschauspielerin Aline Puvogel berichtet. Dennoch verlobt er sich mit Aline.
Währenddessen ist das Eheleben von Antonie und Alois getrübt, da dieser zu sehr dem Alkohol zuspricht. Im Streit wirft Alois seiner Frau ein „verworfenes“ Wort an den Kopf. Da Alois sich zudem zur Ruhe setzt, um von den Zinsen seiner Mitgift zu leben, bleiben Thomas’ Bemühungen, Antonie von einer weiteren Scheidung und damit einem zweiten Skandal abzuhalten, ohne Erfolg. Nach dem Tod seiner Schwester Clara muss Thomas zudem feststellen, dass seine Mutter Elisabeth Claras Erbe an deren Gatten Pastor Tiburtius ausbezahlt hat und der Firma somit wichtige Geldmittel entzogen sind.
Nach dem Tod von Mutter Elisabeth sieht Christian die Gelegenheit gekommen, seine Geliebte Aline zu heiraten. Auf dem 100. Jahrestag der Firma erhält Thomas die freudige Nachricht, dass er Senator werden soll. Zugleich erhält Thomas die Nachricht, dass ein Getreidegeschäft, zu dem ihn Antonie überredet hat, fehlgeschlagen ist, nachdem die Ernte durch Hagelschlag vernichtet wurde.
Während in der Stadt eine Typhusepidemie grassiert, schreibt Thomas sein Testament. Wenig später erkrankt sein Sohn Hanno an der Krankheit und stirbt. Aline lässt den exzentrisch gewordenen Christian in die Psychiatrie einweisen. Kurz vor seiner Vereidigung als Senator fühlt sich Thomas unwohl und bricht nach Zahnarztbesuch während der Vereidigung tot zusammen.
Nachdem der Untergang der Firma und Familie Buddenbrook damit besiegelt ist, kauft Wagenström deren Haus; Gerda geht wieder zu ihren Eltern nach Amsterdam zurück, sodass Tony mit Haushälterin Ida als Einzige zurückbleibt. 

## Produktionsnotizen
Der Film entstand in den Real-Film-Studios in Hamburg-Wandsbek mit Außenaufnahmen aus Travemünde und Lübeck. Robert Herlth, Kurt Herlth und Arno Richter schufen die Filmbauten, Herbert Ploberger entwarf die Kostüme. Eberhard Krause war Produktionsleiter.
Die Premiere, zu der auch die von ihrer Tochter (Erika) begleitete Witwe (Katia) Thomas Manns als Ehrengast erschien, fand am 11. November 1959 in der lübeckischen Stadthalle statt.
Kinostart war am 12. November 1959 im Ufa-Palast Kassel. Der zweite Teil startete am 20. November 1959.

## Auszeichnungen
1959 wurde der Film beim Deutschen Filmpreis zweifach prämiert; eine Auszeichnung ging an Hanns Lothar als besten Nebendarsteller, eine weitere an Robert Herlth für das beste Szenenbild.

## Kritiken
„Achtbare Einzelleistungen im vorbereitenden ersten wie im handlungsreicheren zweiten Teil können nicht darüber hinwegtäuschen, daß der Film der Vorlage nie gerecht wird; als Kinounterhaltung dennoch durchaus beachtlich.“

„Thomas Manns Panorama vom Niedergang einer Epoche konnte freilich nur stark verknappt wiedergegeben werden – das Szenaristenteam entschied sich für eine Entwicklungsskizze des Buddenbrookschen Privatlebens. Daß die Verfilmung dennoch atmosphärisch dicht die hanseatische Patrizierwelt bebildert, liegt nicht zuletzt an den hervorragenden Bauten Robert Herlths, der dafür mit einem Bundesfilmpreis ausgezeichnet wurde.“

„Gediegene Verfilmung des Romans von Thomas Mann ohne dessen dichterische Deutung. Der zweite Teil ist wirkungsvoller  als der erste.“

## Sekundärliteratur
- Timo Rouget: Die Rezeption im Tonfilm und in anderen Medien. In: Nicole Mattern u. Stefan Neuhaus (Hg.): Buddenbrooks-Handbuch. Stuttgart: Metzler 2018, S. 63–70. ISBN 978-3-476-04649-9